# إد كوان
إد كوان (16 يونيو 1982 في أستراليا - ) (بالإنجليزية: Ed Cowan)‏ هو لاعب كريكت أسترالي. شارك مع منتخب اسكتلندا الوطني للكريكت. أما مع النوادي، فقد لعب مع فريق تسمانيا للكريكت ونادي مقاطعة غلوستر للكريكت ‏ وفريق جنوب ويلز الجديد للكريكت ‏ ونادي مقاطعة نوتنغهامشير للكريكت ‏ وSydney Sixers ‏ ونادي الكريكت في جامعة أكسفورد ‏.

## وصلات خارجية
- إد كوان على موقع إي آس بي آن كريك إنفو (الإنجليزية)